# Muzeum Ustrońskie im. Jana Jarockiego
Muzeum Ustrońskie im. Jana Jarockiego – muzeum w Ustroniu na Śląsku Cieszyńskim, w którym zgromadzono eksponaty dotyczące historii miejscowego hutnictwa i kuźnictwa, etnografii i sztuki oraz ustrońskiego lecznictwa uzdrowiskowego.
Muzeum znajduje się w Ustroniu przy ul. Hutniczej 3, w zabytkowym  budynku dawnej dyrekcji huty Klemens (czynnej w latach 1772-1897), pochodzącym z 1800 r. Placówka została otwarta w dniu 18 kwietnia 1986 roku. Aktualnie (2023) zawiera ona kilka (różnej wielkości) stałych ekspozycji, poświęconych:
- historii ustrońskiego hutnictwa i kuźnictwa;
- historii ustrońskiego uzdrowiska;
- życiu codziennemu mieszkańców Ustronia w XIX-XX w.;
- patronowi Muzeum, Janowi Jarockiemu;
- życiu i twórczości ustrońskiego artysty malarza Bogusława Heczki.

Obok budynku Muzeum znajduje się niewielki skansen przemysłowy (urządzenia z Kuźni Ustroń) i rolniczy. Od 19 października 2006 roku Muzeum Ustrońskie znajduje się na trasie  Szlaku Zabytków Techniki Województwa Śląskiego. Na fasadzie budynku dyrekcji dawnej huty znajdują się herby Habsburgów oraz księcia sasko-cieszyńskiego – Albrechta Kazimierza.

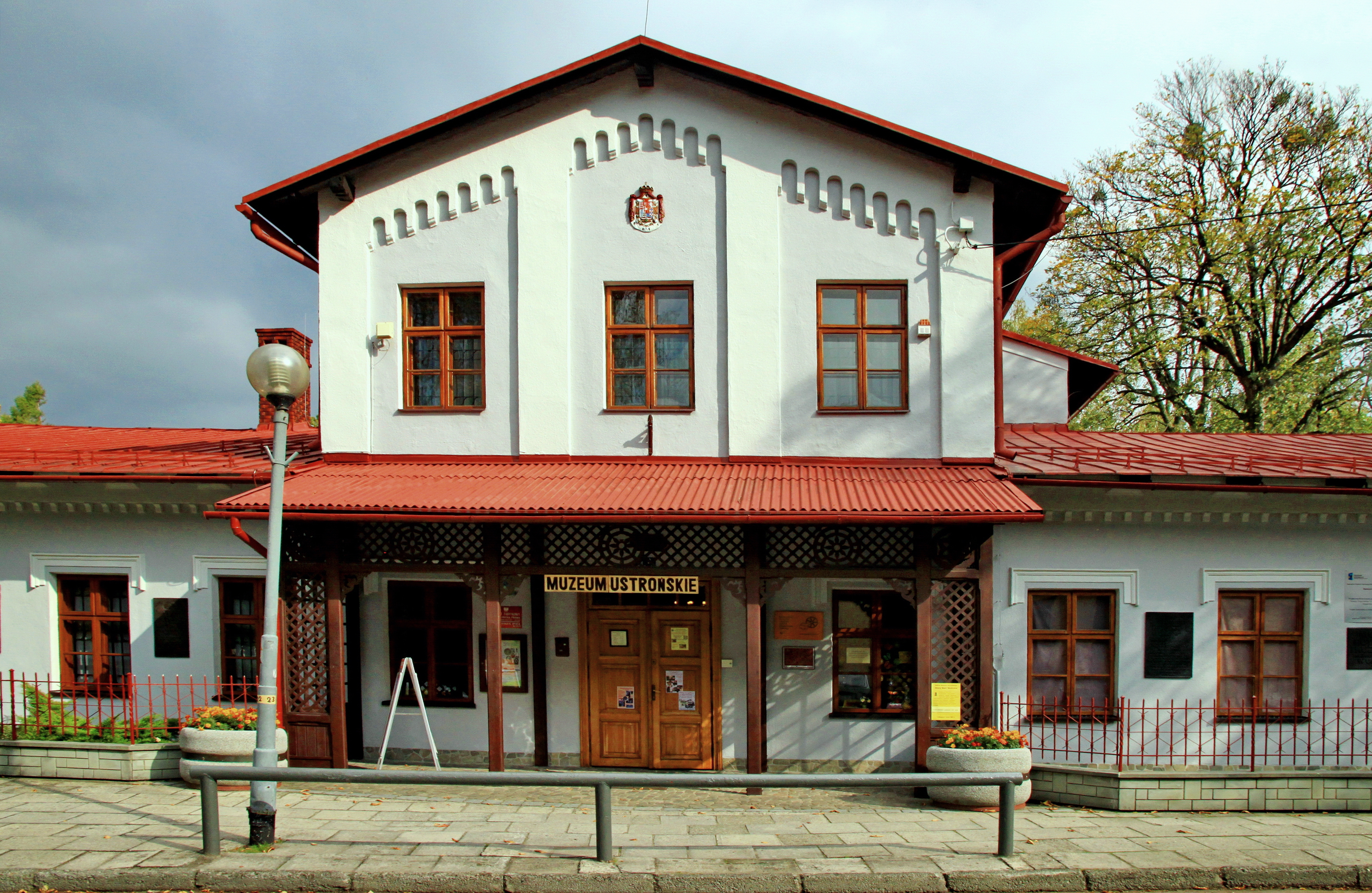
Budynek muzeum
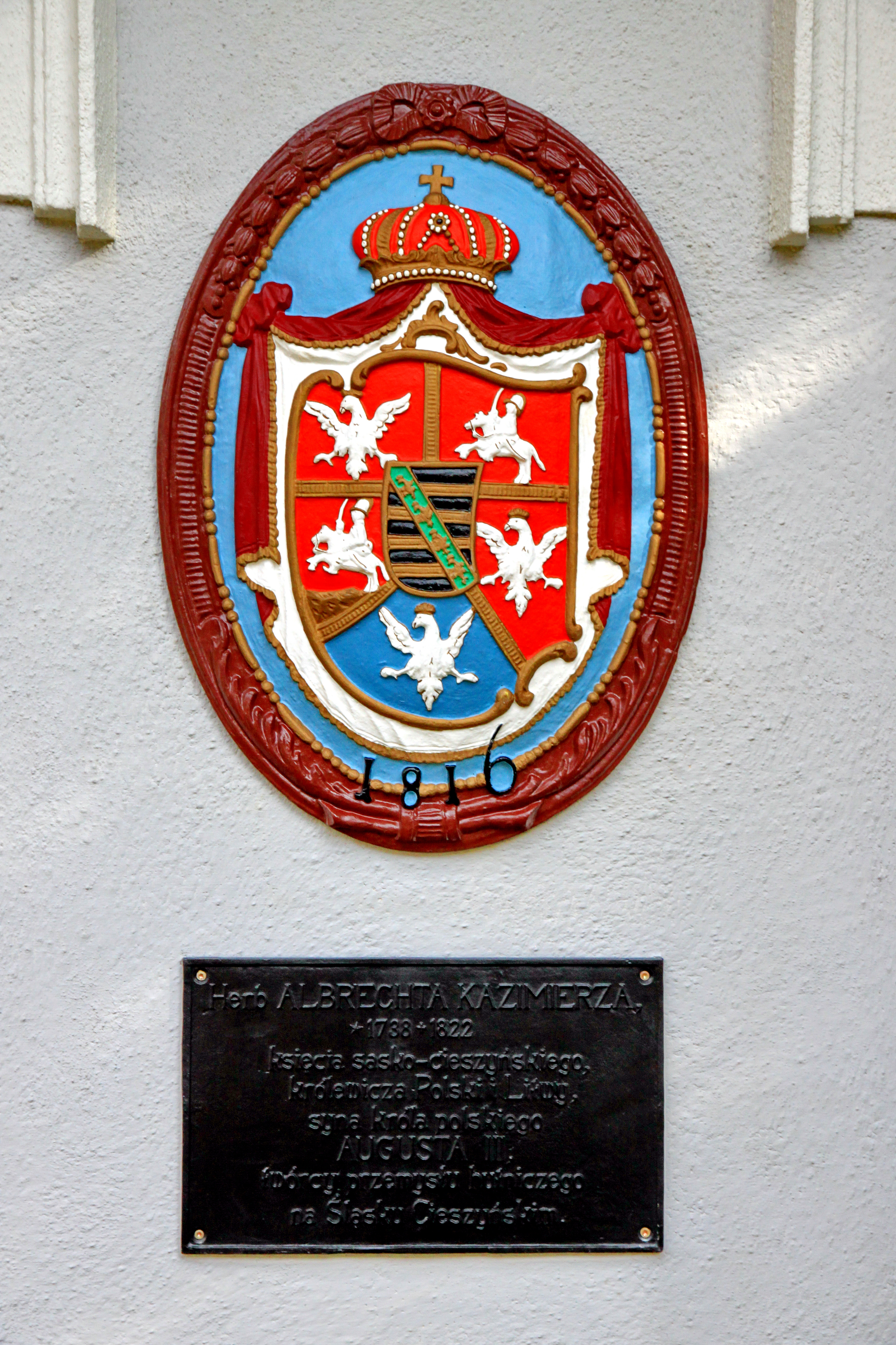
Herb Albrechta Kazimierza na fasadzie budynku